# زرین‌پوش
زرین‌پوش (نام علمی: Arctocebus) نام یک سرده از تیره چشم‌گردان است.

## گونه‌ها
- - زرین‌پوش کالابار, Arctocebus calabarensis
  - زرین‌پوش طلایی, Arctocebus aureus